# Alexander Kazhdan
Alexander Kazhdan (Každan, ros.: Александр Петрович Каждан, ur. 3 września 1922 w Moskwie, zm. 29 maja 1997 w Waszyngtonie) – radziecki i amerykański historyk, bizantynolog.

## Życiorys
Kształcił się w Instytucie Pedagogicznym w Ufie i na Uniwersytecie Moskiewskim. Ze względu na uwarunkowania ideologiczne początkowo pisał pracę na temat historii agrarnej późnego Bizancjum (opublikowaną dopiero w 1952). Ze względu na nagonkę antysemicką w końcówce rządów Stalina zmuszony był pracować jako nauczyciel (Iwanow 1947–1949 i Tuła 1949–1952). Po śmierci Stalina w 1953 roku został zatrudniony w kolegium w Wielkich Łukach. W 1956 roku znalazł zatrudnienie w Instytucie Historii Akademii Nauk ZSR, gdzie pracował aż do emigracji (1978). Opublikował ponad 500 pozycji. Zajmował się historią społeczno-gospodarczą Bizancjum. Był też badaczem dziejów Ormian. 
W 1975 jego syn, matematyk David Kazhdan wyemigrował do Stanów Zjednoczonych, gdzie otrzymał stanowisko na Uniwersytecie Harvarda. Spowodowało to natychmiastową zmianę w sytuacji Kazhdana. Jego żona Musja została zwolniona z pracy, a on sam zaczął być szykanowany. W październiku 1978 Alexander i Musja opuścili Związek Radziecki, po otrzymaniu wizy imigracyjnej do Izraela. Stamtąd udali się do USA, gdzie w lutym 1979 naukowiec znalazł zatrudnienie w Dumbarton Oaks. Tam pracował aż do śmierci. Jego największym osiągnięciem podczas pobytu w USA było wydanie pod jego redakcją Oxford Dictionary of Byzantium (1991, 3 tomy). Sam napisał wiele artykułów dla tego dzieła. Kazhdan zmarł w Waszyngtonie w 1997 roku. Jego śmierć przerwała pracę nad monumentalną historia literatury bizantyjskiej. Pierwszy tom (lata 650–850), został opublikowany w 1999 roku.

## Wybrane publikacje
- Аграрные отношения в Византии XIII—XIV вв,  М. 1952.
- Религия и атеизм в древнем мире, М. 1957.
- Очерки истории Византии и южных славян, М. 1958.
- Деревня и город в Византии IX—X вв. Очерки по истории византийского феодализма, М. 1960.
- От Христа к Константину, М. 1965.
- Византийская культура (X—XII вв.), М. 1968 (tłum. niem.: Byzanz und seine Kultur, Berlin 1973, tłum włos.: Bisanzio e la sua civiltà, Bari 1983).
- Книга и писатель в Византии, М. 1973 (tłum włos.: La produzione intellettuale a Bisanzio. Libri e scrittori in una società colta, Napoli 1983).
- Социальный состав господствующего класса Византии XI—XII вв, М. 1974 (tłum. włoskie: L’aristocrazia bizantina. Dal principio dell’XI alla fine del XII secolo, Palermo 1997).
- Армяне в составе господствующего класса Византийской империи в XI—XII вв, Ереван 1975.
- People and Power in Byzantium. An Introduction to Modern Byzantine Studies, Washington, 1982.
- Studies on Byzantine Literature of the XIth and XIIth Centuries, Cambridge—New York—Paris 1984.
- Change in Byzantine Culture in the XIth and XIIth Centuries, Berkeley 1985.
- (redakcja) The Oxford Dictionary of Byzantium, ed. by. Alexander Kazhdan, t. 1-3, New York – Oxford: Oxford University Press 1991.
- Authors and Texts in Byzantium, Aldershot–Brookfield 1993.
- A History of Byzantine Literature. 650–850, Athens, 1999.
- Два дня из жизни Константинополя, СПб 2002.
- Никита Хониат и его время, СПб 2005.
- A History of Byzantine Literature. 850–1000, Athens 2006.